# USS Conyngham (DD-371)
DD 371 Conyngham (Корабль соединённых штатов Канингхэм) — американский эсминец типа «Мэхэн».
Заложен на верфи Boston Navy Yard 19 сентября 1934 года. Спущен 14 сентября 1935 года, вступил в строй 4 ноября 1936 года.
Участвовал 1 июля 1946 и 25 июля 1946 при испытаниях атомных бомб близ атолла Бикини. Выведен в резерв 20 октября 1946 года. Из состава ВМС США исключён 13 июня 1948 года.
Потоплен как цель близ побережья Калифорнии 2 июля 1948 года.